# O Poder da Aliança
O Poder da Aliança é um álbum ao vivo da cantora brasileira Ludmila Ferber. Gravado no Teatro Oi Casa Grande no bairro do Leblon no Rio de Janeiro em 27 de abril de 2011. Este é o décimo nono resgistro em CD da cantora e o quinto em DVD, contando com vários cantores convidados: Fernandinho, Alda Célia, Ana Paula Valadão, Asaph Borba, Ana Nóbrega, Gilmar Britto e David Quinlan. No DVD há uma faixa bônus chamada "Canção do Amigo" onde todos os cantores que fazem participação no álbum cantam juntos.

## Faixas
CD
1. Abertura - O Poder da Aliança
2. O Poder de Uma Aliança
3. Sopra Espírito (Part:Ana Paula Valadão Bessa)
4. Espontâneo 1
5. Vem e Visita
6. Eu Te Escolhi (Part:Gilmar Britto)
7. Nos Altos Montes
8. Quando as Adoradores se Encontram (Part:David Quinlan)
9. Vinde a Mim (Part:Asaph Borba)
10. Deus Conhece (Part:Fernandinho)
11. Espontâneo 2
12. O Cordeiro de Deus (Part:Alda Célia)
13. Jardim Secreto (Part:Ana Paula Valadão Bessa)
14. Espontâneo 3
15. O Perdão (Part:Ana Nóbrega)

DVD
01. Abertura / O Poder de Uma Aliança
02. Sopra Espírito (part. Ana Paula Valadão)
03. Vem e Visita
04. Eu Te Escolhi (part. Gilmar Brito)
05. Nos Altos Montes
06. Quando Os Adoradores Se Encontram (part. David Quinlan)
07. Calma
08. Vinde a Mim (part. Asaph Borba)
09. Elevo Meus Olhos
10. Deus Conhece (part. Fernandinho)
11. Espontâneo (part. Fernandinho)
12. O Cordeiro de Deus (part. Alda Célia)
13. Jardim Secreto (part. Ana Paula Valadão)
14. A Decisão
15. O Perdão
16. Canção do Amigo

## Ficha técnica
- Ricardo Amado - Violino
- Adonhiran Reis - Violino
- Fabinho Batista - Guitarra e violão
- Bebeto Olicar - Bateria
- Sandro Domingues - Teclado
- Nelson Turin - Baixo
- Ricardo Soares - Violoncelo
- Marquinhos Menezes, Lilian Azevedo, Jairo Bonfim -Backing Vocals.